# Enfleurage
Enfleurage è il sesto album della cantante giapponese Megumi Hayashibara uscito il 3 marzo 1995 per la Starchild. Il disco è stato ripubblicato dalla King Records il 16 marzo 2005. L'album ha raggiunto la sesta posizione della classifica degli album più venduti in Giappone.

## Tracce
1. It's DESTINY -Yatto Meguri Aeta- <New Version> (やっと巡り会えた) - 5:15
2. Reincarnation <New Version> - 3:37
3. Harikitte Trying! (はりきって Trying!) - 4:42
4. Forever Dreamer - 4:50
5. Touch and Go!! - 4:29
6. Watashi Dake no Yume e (私だけの夢へ) - 4:46
7. Dare mo Shiranai Mirai wo Dakishimete (誰も知らない未来を抱きしめて) - 5:30
8. Sunday Afternoon - 4:24
9. Yoru wo Buttobase <New Version> (夜をぶっとばせ) - 4:19
10. Space Lonely Soldier <Aki version> - 5:05
11. Until Strawberry Sherbet <DUAL VOCAL Version> (Hayashibara Megumi con Greg Lee) - 5:17
12. My Dear <New Version> - 3:45
13. Kokoro no Planet <Nuku Nuku Version> (心のプラネット) - 5:28
14. Fai Fai Tu! - 3:51
15. Machi e Deyou (街へ出よう)  - 3:51